# Пегас (созвездие)
Пега́с (лат. Pegasus) — созвездие Северного полушария звёздного неба. Расположено к юго-западу от Андромеды. Занимает на небе площадь в 1120,8 квадратного градуса и содержит 166 звёзд, видимых невооружённым глазом.

## Звёзды
Самые яркие звёзды в созвездии Пегаса: Эниф и Маркаб. Довольно яркая звезда Шеат является полуправильной переменной звездой.

## Примечательные объекты
- α (Маркаб), β (Шеат), γ (Альгениб) Пегаса вместе со звездой α Андромеды (Альферац) образует астеризм Большой Квадрат Пегаса. В созвездии Пегаса нет звезды, помеченной буквой δ, так как Альферац, находящий на границе Пегаса и Андромеды и первоначально названный дельтой Пегаса (δ Peg), был в 1928 году окончательно отнесён к созвездию Андромеды (α And).
- M15 — крупное шаровое скопление около «головы» (ε Peg, Эниф) Пегаса.
- На одном луче зрения с M 15, но на значительном удалении (35 тыс. св. лет до M 15 и 7,2 тыс. св. лет до VLA J2130+12), находится бинарная звёздная система VLA J213002.08+120904 (VLA J2130+12, M15 S2), состоящая из маломассивной звезды (10—15 M⊙) и низкотемпературной карликовой нейтронной звезды (>1+ M⊙) — малоактивной чёрной дыры[1].
- NGC 7331 — сейфертовская спиральная галактика, изображение которой часто используют для того, чтобы дать представление о внешнем виде нашей Галактики.
- 51 Пегаса — первая звезда солнечного типа (спектральный класс G5V), у которой была обнаружена экзопланета (горячий юпитер 51 Пегаса b).
- Квинтет Стефана — группа из пяти взаимодействующих галактик.
- Q2237+0305 — чёрная дыра, которая вращается вокруг своей оси с рекордной скоростью — 70 % от скорости света[2].

## История
Древнее созвездие. Включено в каталог звёздного неба Клавдия Птолемея «Альмагест» под названием «Конь».
В греческой мифологии Пегас — крылатый конь, родившийся из капель крови Медузы Горгоны. У вавилонян это созвездие называлось просто «конём», у древних греков — Большим Конём. У арабов созвездие до сих пор называется Большой Конь — Аль-фарас Аль-азам.

## Поиск на небе
Наилучшие условия для наблюдений в августе—сентябре. Созвездие в вечернее время показывается ещё летом, над восточной стороной горизонта. К поздней осени оно уже поднимается на значительную высоту. Обычно его находят как продолжение цепочки звёзд Андромеды к западу. Последняя звезда слева этой цепочки — Альферац (α Андромеды) являет собой северо-восточный угол астеризма Большой Квадрат Пегаса.
На старинных рисунках это созвездие изображают «вверх ногами». Шея и голова «коня» — цепочка звёзд от юго-западного угла Квадрата, Маркаба до Энифа. Две цепочки звёзд, отходящие от Шата — его «передние ноги».